# 木村匡也
木村 匡也（きむら きょうや、1965年〈昭和40年〉11月3日 - ）は、日本のナレーター、ラジオDJ。
かつてはKYOYA名義で活動していた。『ちびまる子ちゃん』では平仮名の「きむらきょうや」名義で活動している。福岡県出身。

## 来歴
西南学院高等学校、西南学院大学文学部外国語学科英語専攻卒業。西南学院大学に在学中に派遣留学生として米テキサス州ベイラー大学へ留学経験がある。
子供の頃からテープにラジオ番組を録音しDJの真似を行い、西南学院大学在学中にはアメリカの留学先でのカレッジFMに携わり、アジア太平洋博覧会のイベント放送局「よかトピアFM」にてパーソナリティを務めた後、1989年にエフエム東京主催の『アメリカントップ40 イングリッシュDJコンテスト』でグランプリを獲得し本格的にディスクジョッキーとしてデビューした。
1990年より、地元のKBCラジオ（九州朝日放送）が『KBC-INPAX』と称したゾーン編成を開始し、FMを意識したリニューアルを行ったが、デビュー間もない木村がジングル担当に起用され、『KBCカウントダウンホット20』のDJを務めた。また、1990年にはプロレス団体・SWSの旗揚戦中継（テレビ東京系）で実況を担当した。
1992年に上京しエフエム東京にて「ファビュラスナイト」のDJを担当し低音での語りを志向したものの、その後日本テレビ系『進め!電波少年』を皮切りにバラエティ番組のナレーションを主として活動する。谷幹一の語りを参考に、非常に特徴的かつ軽薄なナレーションを得意とする。羽佐間道夫・槇大輔・渡辺篤史のナレーションを参考にしつつ一言ずつなぞるようにナレーションの練習を重ね、放送中の番組の後半部のナレーションを短時間で収録するといった切迫した制作現場での経験を糧にナレーションの技術を高めた。
かつてDJとして登場する際にはKYOYAという表記を使用しFM東京のほか横浜エフエム放送、J-WAVEなどFM局を中心に番組を担当していた。
2001年、自作の童話を朗読したCD「カノン」を発表した（アーティスト名は木村匡也withレーナ・マリア）。
2008年『ラジかるッ』のDJ TERU（吉田照美）が休暇をとった際、DJ KYOYAとして出演したこともある。
2009年、『森田一義アワー 笑っていいとも!』の「NEWSどっちJAPAN」に出演し、ナレーションを披露した。
2019年11月1日よりYouTubeへの動画投稿を開始している。
2021年3月にテレビアニメ『ちびまる子ちゃん』にて長年にわたりナレーションを担当してきたキートン山田が引退したことに伴い、後任として同年4月4日放送分よりナレーションを引き継いだ。同月、初の電子書籍『声の魔力 ~power of voice~』を出版。
2021年10月『木村きょうや声優・ナレータープロ養成塾』開塾。同月10月22日からはユカイナルとナレーション業務提携。
2022年11月にユカイナル代表の逝去により11月30日をもって会社が解散し、業務提携も解消された。

## 人物
- 6人の娘がいる。
- 影響を受けたナレーターにみのもんたや小倉智昭を挙げている。
- 吉田拓郎のファン[10]。
- 番組の再放送と同じ意味で使われる「リピート放送」という造語を考案した張本人でもある。

## 出演

### NHK
- 細野晴臣イエローマジックショー（2001年1月23日）
- 「いだてん」第2部スタート!「メダルがばがば大作戦」（2019年7月1日）

### 日本テレビ系列
- 電波少年シリーズ（終了）
- どっちの料理ショー（ytv制作、レッドキッチン担当ナレーター、終了）
- 号外!!爆笑大問題（札幌テレビ制作、終了）
- 今夜はシャンパリーノ（ytv制作）（終了）
- 遊ワク☆遊ビバ! （日本テレビ系：2003年4月6日 - 2004年3月28日）
- ウタワラ（終了）
- 金のA様×銀のA様（終了）
- サルヂエ（終了）
- THE M（2008年4月22日～8月12日）
- ラリーKING（2008年12月より2カ月のみ）
- 心ゆさぶれ!先輩ROCK YOU（2011年8月13日、羽佐間道夫、冨永み～なと共にゲスト）
- J'J A.B.C-Z オーストラリア縦断 資金0円ワーホリの旅（2013年4月1日～6月17日）
- 福岡夢実現バラエティー 頑張るキミに花束を!（FBS福岡放送）
- 福岡ゲンジン（FBS福岡放送）
- たびきのこ〜山口でステキな一面探しました〜 (KRY山口放送)

### テレビ朝日系列
- 白黒ジャッジバラエティ 中居正広の怪しい噂の集まる図書館
- ガチンコ視聴率バトル
- 芸能人格付けチェック（朝日放送テレビ制作、2005年正月スペシャルから）
- スポコン!（テレビ朝日系、2000年4月～9月）
- 熱血!島田塾〜おれたちホンキ宣言〜
- 激マジ!!〜ティーンのホンネ〜
- 年中夢中コンビニ宴ス　　19時45分過ぎのVTRは根岸朗
- 大人のソナタ　（日19:00 – 19:58）
- 中居正広のミになる図書館
- 羽鳥×宮本 福岡好いとぉ（九州朝日放送）

### TBS系列
- ジャングルTV 〜タモリの法則〜（MBS制作、終了/KYOYA名義）
- 最大公約ショー（MBS制作、MADえんがわ名義、終了）
- さんま・玉緒のお年玉あんたの夢をかなえたろかスペシャル
- ひみつのアラシちゃん!（9回目以降）
- 上岡龍太郎がズバリ!（1994 - 1996年）
  - ムーブ・上岡龍太郎の男と女ホントのところ（1992 - 1993年）
  - ザッツ!上岡龍太郎vs50人（1993 - 1994年）
- ワンステップ!
- 難病と闘う子供たち！私たちはこんな病気と闘っていますPart1〜Part4
- 新春歴史ロマンSP・戦国武将の真実…時代を変えた奇跡の瞬間! 愛と野望の開運伝説（2011年1月2日）
- サタデープラス（MBS制作）
- 水野真紀の魔法のレストランR（2017年5月31日 MBS制作）
- がっちりマンデー!!

### テレビ東京系列
- 週刊ポケモン放送局
- ポケモン☆サンデー
- ポケモンスマッシュ!
- 石塚英彦&パパイヤ 大東京!秘密の裏メニュー食べまくり大作戦
- 行け!内山水産
- ウソのような本当の瞬間!30秒後に絶対見られるTV
- 徳光&ピン子&ミッツのもしも突然芸能人が家族になったらどうなる?
- 「人生を諦める技術」講座（2018年8月6日、13日）- 東京法経大学・歴史社会学部 田村丸五郎教授役

### フジテレビ系列
- めちゃ×2イケてるッ!（前身番組であるとぶくすりスペシャル時代から担当）
- 有吉の夏休み
- クイズ$ミリオネア
- コレって変ですか？
- 新春かくし芸大会（2006年まで）
- FNS5000番組10万人総出演 がんばった大賞
- VivaVivaV6
- とくダネ!発 GO-ガイ!
- スタイルプラス（東海テレビ）
- 西川きよしのご縁です!（東海テレビ）
- トリビアの泉（トリビアの種No.43のみ）
- 世界行ってみたらホントはこんなトコだった!?
- 大陸横断アドベンチャー!!巨大危険生物を捕獲せよ!（2014年12月21日）
- 爆買い☆スター恩返し
- 世にも奇妙な物語 「小林家ワンダーランド」（2023年） - 劇中TVナレーション

### ドキュメンタリー
- もののけ姫はこうして生まれた。（ブエナ・ビスタ・ホーム・エンターテイメント）

### スカイパーフェクTV! 他
- ザ・超人シェフ (LaLa TV)

### CM
- キャプテン★レインボー（ナレーション） - 任天堂
- ワリオワールド（ナレーション） - 任天堂
- スーパーペーパーマリオ（ナレーション） - 任天堂
- 古本市場（ラジオCMナレーション）
- 中川食品
- オムニ7
- ロート製薬「スキンアクア」（ナレーション）
- 大黒摩季CM『BACK BEATs #1』（1995年）・『POWER OF DREAMS』（1997年）（ナレーション） - B-Gram RECORDS
- アパホテル『一見○○の様ですが』編（2023年）

### テレビアニメ
- からかい上手の高木さん2（2019年、TVのナレーション）
- ましろのおと（2021年、大俵ヒロシ[11]）
- ちびまる子ちゃん（2021年 - 、ナレーション〈2代目〉『きむらきょうや』名義）[7]
- New PANTY & STOCKING with GARTERBELT（2025年、ラジオDJ）

### 有線放送
- Who’s Next（MC）

### ラジオ
- KYOYAのオールナイトニッポン（金曜1部・1996年4月〜1997年4月）
- PARLIAMENT American Blue Presents Fabulous Night（TOKYO FM）
- KYOYAのNOWの素

### Youtube
- #シェリン特番(3Dお披露目)(2024年11月1日、ナレーションを担当)